# Seznam evroposlancev iz Španije
Seznam evroposlancev iz Španije je krovni seznam.

## Seznami
- seznam evroposlancev iz Španije (1986-1989)
- seznam evroposlancev iz Španije (1989-1994)
- seznam evroposlancev iz Španije (1994-1999)
- seznam evroposlancev iz Španije (1999-2004)
- seznam evroposlancev iz Španije (2004-2009)
- seznam evroposlancev iz Španije (2009-2014)
- poimenski seznam evroposlancev iz Španije